# 드로잉클라운
드로잉클라운은 대한민국의 공연예술가이다. 이전 직업은 화가였다. 크로키키 브라더스의 멤버이다.